# Rámová karoserie

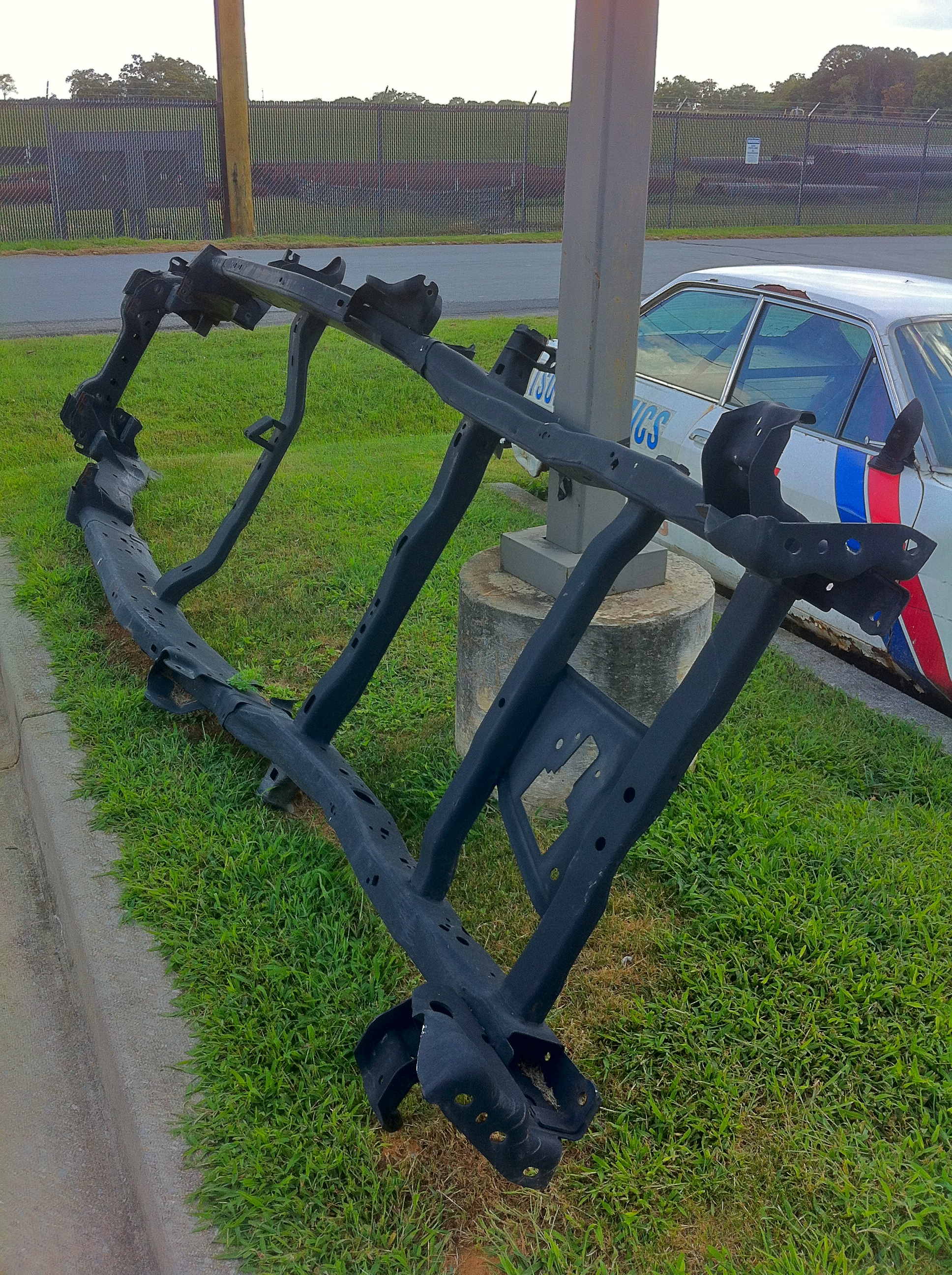
Holý žebřinový rám vozidla

Rám vozidla, známý také jako šasi, je hlavní nosnou konstrukcí motorového vozidla, srovnatelný s kostrou živého organismu, ke které jsou připojeny všechny ostatní komponenty (zejména motor a karoserie).
Až do 30. let 20. století mělo prakticky každé auto konstrukční rám, oddělený od jeho karoserie. Postupem času téměř všechna osobní vozidla začala používat samonosnou karoserii, což znamená, že jejich karoserie zároveň plní funkci rámu.
Automobilka Wartburg používala rámovou konstrukci u svých osobních vozů až do 90. let.
Téměř všechny nákladní automobily, autobusy, většina pick-upů a terénních vozů používají jako svůj podvozek samostatný rám nadále.
Hlavní funkce rámu motorových vozidel jsou:
1. Podpora mechanických součástí a karoserie vozidla,
2. Zajištění pevnosti vozidla i při zatížení a zabránění deformace.